# Jordan Rudess
Jordan Rudess (eredeti nevén Jordan Charles Rudes) (Great Neck, Long Island, New York, 1956. november 4. –) billentyűs, dalszerző, a Dream Theater amerikai progresszív metal együttes tagja.

## Zenei pályája
Jordan 1956-ban született a Rudes család gyermekeként. Második osztályos korában a tanára figyelt fel zongorajátékára és rögtön tanítani kezdte. Kilencévesen beiratkozott a neves Juilliard School of Music előkészítő szakára, hogy klasszikus zongorázást tanuljon, de tinédzser évei végén érdeklődése a szintetizátorok és a progresszív rock felé fordult. Szülei és tanárai tanácsának ellenére otthagyta a klasszikus zongorát és prog rock billentyűs lett.
Első szólóalbuma 1988-ban jelent meg Arrival címmel (még Rudes néven), majd szerepelt Vinnie Moore gitáros és Tom Coster billentyűs albumain. 1994-ben a Keyboard Magazin szavazásán a "Legjobb új tehetségnek" választották meg az előző évben megjelent Listen című második szólóalbumán nyújtott teljesítménye miatt. (Ugyanezen a szavazáson a Dream Theater akkori billentyűse, Kevin Moore lett a második.) Szólópályája során Rudess egyaránt készített komolyzenei ihletésű és progresszív rock lemezeket.
1995-ben a Dream Theater és a Dixie Dregs is meghívta a soraiba, hogy az éppen megüresedett billentyűs posztot betöltse. Rudess végül a Dixie Dregs mellett döntött, mivel friss családapaként a Dream Theater intenzív turnézását nem tudta vállalni. A csapattal töltött években hozta létre Rudess a Dixie Dregs-dobos Rod Morgensteinnel közös projektjét. A duó ötlete egy Dixie Dregs koncerten született meg, amikor egy váratlan áramszünet során egyedül Rudess szintetizátora maradt működőképes és persze a dobok. Amíg az áramszünet tartott Rudess és Morgenstein szórakoztatták a közönséget.
A Rudess Morgenstein Project 1997-ben adta ki eddigi egyetlen stúdióalbumát. A lemezbemutató turnén a Dream Theater előzenekaraként játszottak. Ugyanebben az évben hozta létre a Dream Theater-dobos Mike Portnoy a Liquid Tension Experiment nevű projektet John Petrucci gitárossal és Tony Levin basszusgitárossal, amelybe billentyűsként Jordan Rudesst hívta meg. 1998-ban és 1999-ben két albumot készített a Liqiud Tension Experiment, amikor a Dream Theater újra felkérte Rudesst, csatlakozzon az együtteshez. Rudess pár nap gondolkodás után igent mondott.
Az első Dream Theater album, amelyen Jordan Rudess volt a zenekar billentyűse, a nagy sikerű Metropolis Pt. 2: Scenes from a Memory. A Dream Theater teljes jogú tagjaként is számtalan projektben vesz részt. 2000-ben a Dream Theater-gitáros John Petruccival duóban készített nagylemezt (An Evening with John Petrucci and Jordan Rudess), szerepelt David Bowie 2002-es és Neal Morse 2005-ös albumán. 2007-ben az instrumentális prog rockot játszó magyar K3 zenekar Under a Spell című albumán is játszott vendégként. Legutóbbi szólóalbumán (Notes on a Dream, 2009) Dream Theater dalok átiratait játssza.
Elmondása szerint Rudess példaképei billentyűsként Keith Emerson, Rick Wakeman és Patrick Moraz. Kedvenc együttesei pedig a Gentle Giant, a Yes, a Genesis, a Pink Floyd, az Emerson Lake and Palmer, a King Crimson, Jimi Hendrix, az Autechre és az Aphex Twin.

## Felszerelése
Stúdiófelszerelés
- Korg OASYS (88 keys)
- Korg Triton Extreme (88 keys)
- Haken Audio Continuum Fingerboard
- Muse Research Receptor
- Kurzweil K2600X/S (88 keys)
- Kurzweil K2000VP
- Kurzweil K2600R
- Kurzweil PC2R
- Roland Fantom-X8
- Roland Fantom G8
- Minimoog Voyager
- Roland V-Synth XT
- Roland V-Synth GT
- Roland VP-550
- Roland SH-201
- Synthesizers.com Modular synthesizer
- Dave Smith Instruments Evolver Keyboard
- Lap steel guitar
- Harpejji by Marcodi Musical Products, LLC
- Clavia Nord Wave
- Dave Smith Instruments Prophet 08
- Novation Supernova
- Moog Little Phatty
- Stylophone 350S
- Yamaha Tenori-On
- Apple Inc. iPhone
- PRS 6 string guitar
- Music Man John Petrucci 6 string guitars

Szintetizátor szoftverek
- MOTU MachFive
- MOTU MX4 Soft Synth
- Korg Legacy Collection
- Spectrasonics Omnisphere
- Spectrasonics Atmosphere
- Spectrasonics Trilogy
- Spectrasonics Stylus
- Native Instruments Komplete 2
- Native Instruments Absynth
- Native Instruments B4 Organ
- Native Instruments Guitar Rig
- Native Instruments FM7
- Native Instruments Pro 53
- Synthogy Ivory
- Bebot Robot Synth for iPhone

Koncertfelszerelés
- Korg OASYS (88 keys) Dream Theater
- Korg Triton Extreme (88 keys) solo project
- Roland Fantom-G8 Liquid Tension Experiment
- Freehand Systems Music Pad Pro
- Muse Receptor
- 2x Roland V-Synth XT
- 2x Kurzweil K2600R
- Lap steel guitar
- Haken Continuum Fingerboard
- Zen Riffer ZR2
- Apple Inc. iPhone
- Mackie 1604VLZ Pro Mixer
- APS Power backup
- Glyph and Iomega Hard drives
- Korg Kaoss Pad 3
- Manikin Memotron
- Korg Radias

## Diszkográfia

### Szólóban
- Arrival (1988)
- Listen (1993)
- Secrets of the Muse (1997)
- Resonance (1999)
- Unplugged (2000)
- Feeding the Wheel (2001)
- 4NYC (2002)
- Christmas Sky (2002)
- Rhythm of Time (2004)
- Prime Cuts (2006) – válogatás
- The Road Home (2007) – tribute album
- Notes on a Dream (2009) – Dream Theater-átiratok

### Dream Theater
- Metropolis Pt. 2: Scenes from a Memory (1999)
- Six Degrees of Inner Turbulence (2002)
- Train of Thought (2003)
- Octavarium (2005)
- Systematic Chaos (2007)
- Black Clouds & Silver Linings (2009)
- A Dramatic Turn of Events (2011)
- Dream Theater (2013)
- The Astonishing (2016)
- Distance Over Time (2019)
- A View from the Top of the World (2021)

### Liquid Tension Experiment
- Liquid Tension Experiment (1998)
- Liquid Tension Experiment 2 (1999)
- Liquid Tension Experiment Live 2008 - Limited Edition Boxset (2009) – boxset
- Liquid Tension Experiment 3 (2021)

### Liquid Trio Experiment
- Spontaneous Combustion (2007)
- When the Keyboard Breaks: Live in Chicago (2009) – koncertalbum

### Rudess Morgenstein Project
- Rudess Morgenstein Project (1997)
- Rudess Morgenstein Project - The Official Bootleg (2001) – koncertalbum

### Petrucci & Rudess
- An Evening with John Petrucci and Jordan Rudess (2000) – koncertalbum

### Vendégszereplései
- Vinnie Moore - Time Odyssey (1988)
- Tom Coster - Did Jah Miss Me? (1989)
- Annie Haslam - Blessing in Disguise (1994)
- Nóirín Ní Riain - Celtic Soul (1996)
- Kip Winger - This Conversation Seems Like a Dream (1997)
- Rhonda Larson - Free as a Bird (1999)
- Paul Winter and The Earth Band - Journey with the Sun (2000)
- Scott McGill - Addition by Subtraction (2001)
- Prefab Sprout - The Gunman and Other Stories (2001)
- David Bowie - Heathen (2002)
- Jupiter - Echo and Art (2003)
- Neal Morse - ? (2005)
- Daniel J - Losing Time (2005)
- Neil Zaza - When Gravity Fails (2006)
- John-Luke Addison - Multiple Valences
- Behold… The Arctopus - Skullgrid (2007)
- K3 - Under a Spell (2007)
- Ricky García - Let Sleeping Dogs Lie (2008)
- Steven Wilson - Insurgentes (2008-2009)